# Mogielanka

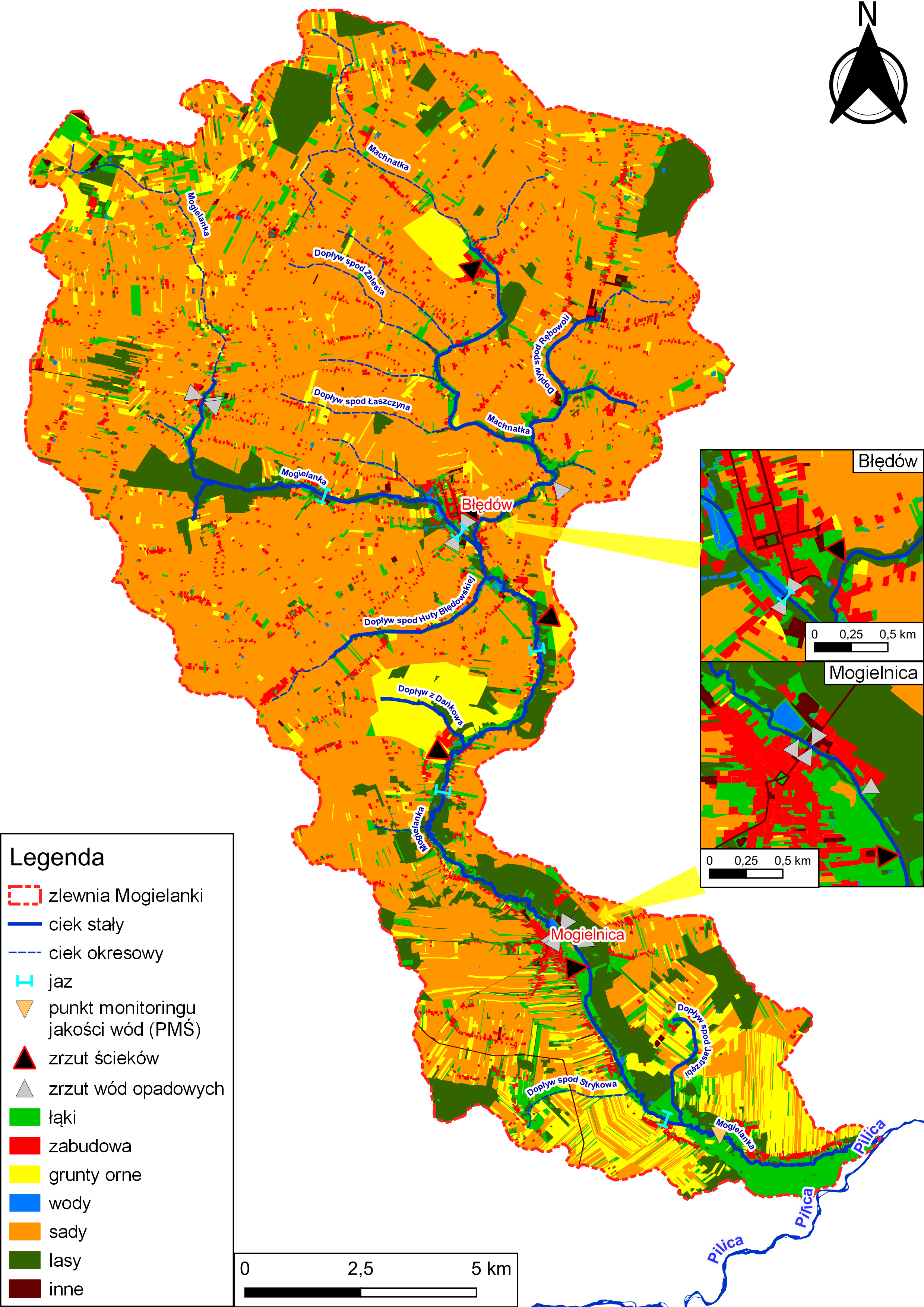
Mapa zlewni Mogielanki

Mogielanka (dawniej Nizia) – rzeka, lewy dopływ Pilicy o długości 43,4 km. 

## Przebieg
Rzeka płynie na Wysoczyźnie Rawskiej i Dolinie Białobrzeskiej, będącymi częścią Wzniesień Południowomazowieckich. Jako ciek okresowy bierze swój początek w okolicach wsi Tuniki, natomiast jako ciek stały w okolicach Wilkowa Pierwszego. Przepływa przez Wilcze Średnie, Wilków Pierwszy, Błędów oraz Mogielnicę, gdzie przepływa pod drogą wojewódzką nr 728. Uchodzi do Pilicy we wsi Osuchów. Głównym dopływem Mogielanki jest rzeka Machnatka (w MPHP nazwana dopływem spod Ciechlina), wpadająca do Mogielanki w Błędowie w 27 km przebiegu Mogielanki. Mniejszymi, stale płynącymi dopływami są: Dopływ spod Huty Błędowskiej (uchodzący w 26,3 km biegu), Dopływ z Dańkowa (ciek nieuwzględniony w MPHP, uchodzący w 19,5 km biegu) oraz Dopływ z Jastrzębi (uchodzący w 5,7 km biegu). 
Przy rzece funkcjonowały młyny wodne we wsiach: Główczyn-Towarzystwo, Miechowice, Otalążka, Dziarnów, Oleśnik, Błędów, Załuski.

## Jakość wód
Zlewnia Mogielanki znajduje się w jednolitej części wód powierzchniowych "Mogielanka" (kod RW200010254929). Stan JCWP jest monitorowany w miejscowości Borowe w ramach PMŚ. Według danych GIOŚ z lat 2016-21 stan JCWP jest zły.
Na zły stan wód rzeki Mogielanki składają się następujące przekroczenia:
- Stężeń benzo(a)pirenu, benzo(b)fluorantenu, benzo(g,h,i)perylenu i fluorantenu w wodzie oraz difenyloeterów bromowanych i heptachloru w biocie - substancji priorytetowych w dziedzinie polityki wodnej;
- Stężeń wskaźników charakteryzujących zasolenie (wapń, twardość ogólna) oraz niektórych związków biogennych (azot azotynowy, fosfor fosforanowy (V))(przekroczenia II klasy);
- Wskaźników biologicznych (stan makrobezkręgowców bentosowych mieszczący się w V, najgorszej klasie oraz makrofitów w III klasie).

Głównymi czynnikami składającymi się na zły stan wód są zrzuty ścieków z oczyszczalni w Mogielnicy oraz depozycja sucha i mokra (zanieczyszczenia WWA). Dodatkowym problemem występującym w zlewni rzeki są zanieczyszczenia azotanami (>15 mg/dm³), które zostały stwierdzone na dopływie Mogielanki - Machnatce. Ponadto w przyujściowym odcinku Machnatka jest silnie zanieczyszczona azotem amonowym, pochodzącym z oczyszczalni ścieków w Błedowie. Na Mogielance występują zanieczyszczenia pochodzące z upraw sadowniczych (pestycydy). 

## Galeria
| - Jaz na Mogielance w miejscowości Główczyn-Towarzystwo - Mogielanka w okolicach Miechowic z widoczną skarpą. - Wezbranie na Mogielance w Mogielnicy (wrzesień 2021) - Machnatka (Dopływ spod Ciechlina) w Błędowie - największy dopływ Mogielanki |